# Presentación visual serial rápida
Presentación Visual Serial Rápida (PVSR) es una técnica de presentación visual que muestra la información por fragmentos y de manera secuencial, aportando una relación entre la información mostrada y el espacio/tiempo utilizado sumamente satisfactoria. Este método surgió, en un primer momento, como una herramienta para el estudio del comportamiento humano durante la lectura. Hoy en día, sin embargo, se presenta como una técnica que promete mejorar de forma ostensible la eficiencia en la lectura, sobre todo en situaciones donde la superficie de la pantalla de presentación es más bien limitada.

## Orígenes
El método PVSR fue introducido, por primera vez, por Foster y consistía en la presentación de textos o fragmentos lingüísticos en un lugar fijo de la pantalla del computador. Mediante dicho método se permitía al investigador (dentro del ámbito del estudio de la psicología perceptiva y cognitiva) controlar el tiempo de exposición palabras, frases u oraciones. Además, también se daba la posibilidad de tener una fuente empírica fiable para contrastar teorías sobre los procesos cognitivos implicados en la lectura y comprensión lectora.
En la aplicación, PVSR permitía la optimización de algunos aspectos tales como la velocidad lectora e, incluso, en referencia a algunos estudios, podía producir mejoras en la habilidad lectora de sujetos con deficiencias; todo ello gracias a que el método de presentación visual serial rápida no requiere (como comentaremos más ampliamente en el siguiente punto) de los movimientos oculares y optimiza la asimilación de información visualizada.

## Concepto y funcionamiento
La visualización (y posterior asimilación) de información habitualmente se ha basado en la observación (activa y participativa) y lectura de un texto en un papel o en otro tipo de medio físico, por ejemplo el ordenador. Como reseñamos en las líneas previas, esta forma tan común de lectura requería de una clara participación del receptor de la información o lector, un papel activo y fundamental. Es por ello, que la correcta y óptima asimilación de información puede verse limitada por las capacidades lectoras del receptor. Durante la lectura de un texto sobre papel el sistema visual humano realiza tres tareas diferentes:
1) miradas fijas o fijaciones para el procesamiento de la información.

2) sacadas o movimientos sacádicos, que funcionan como elementos transitorios entre fijación y fijación.

3) barridos de retorno, utilizados para cambiar de línea.

Estos dos últimos movimientos oculares, son realizados muy rápidamente (40 y 50 ms, respectivamente) las fijaciones, sin embargo, requieren de un tiempo considerablemente mayor (230 ms para los lectores especialmente hábiles y 330 ms para el lector medio).

La lectura mediante PVSR se realiza, como ya hemos comentado, de manera secuencial; el texto se muestra por pantalla mediante pequeñas partes o fragmentos en un área reducida. Cada fragmento contendría una o unas pocas palabras dependiendo de la anchura de la pantalla de presentación. Por tanto, si leemos con PVSR el texto procede por sí mismo, los movimientos oculares sacádicos y de barrido de retorno se reducen y el papel del receptor de la información o lector resulta menos apremiante. En definitiva, la lectura se vuelve más ágil, dinámica y requiere menos espacio.

La velocidad de la presentación de texto, al utilizarse PVSR se mide, habitualmente, en palabras por minuto (wpm). El tiempo de exposición de cada fragmento de texto es calculado en base al conjunto de la presentación y a cuanta velocidad puede mostrarse en la pantalla de presentación de texto. Hay pocos o casi ningún estudio acerca de cómo se pueden calcular, exactamente, estos tiempos de exposición. Sin embargo, se han fijado de manera general.

Simulación (exagerada) de un proceso de lectura tradicional. El lector realiza fijaciones, movimientos sacádicos y cambios de línea.

Simulación de un proceso de lectura con PVSR (esquema básico: no tiene porque presentar ninguna semejanza con un sistema real PVSR).Como se puede ver el texto se muestra fragmentado y secuencialmente.

## Aplicaciones
Aplicaciones tradicionales: Estudio y detección de irregularidades o deficiencias en el proceso cognitivo y/o perceptivo durante la lectura.
Aplicaciones innovadoras: Las prestaciones y características de la PVSR la convierten en una técnica muy valiosa para su aplicación en PDAs, teléfonos móviles u ordenadores portátiles. Como ya se ha comentado, el método que es objeto de este artículo, se torna especialmente eficaz en situaciones donde las áreas de presentación son reducidas, donde se requiere, en definitiva, de una buena relación entre información, tiempo y espacio. Por todo ello, la PSVR es un método con gran proyección y potencial en su aplicación en tecnologías como las aquí mentadas.

## Otros métodos
Diferentes estudios acerca del comportamiento humano durante la lectura han concluido que existe una gran variación en la duración de las fijaciones individuales, así como la duración total de la mirada sobre las distintas palabras. Debido a esta variabilidad tan patente dentro del proceso de lectura, ha nacido el método Presentación Visual Serial Rápida Adaptable, que intenta simular o imitar más satisfactoriamente el proceso cognitivo del lector durante el procesamiento del texto mediante el ajuste de cada tiempo de exposición relativo a un fragmento de texto respecto al texto que figura en la pantalla de presentación de PVSR.